# Allemand standard suisse

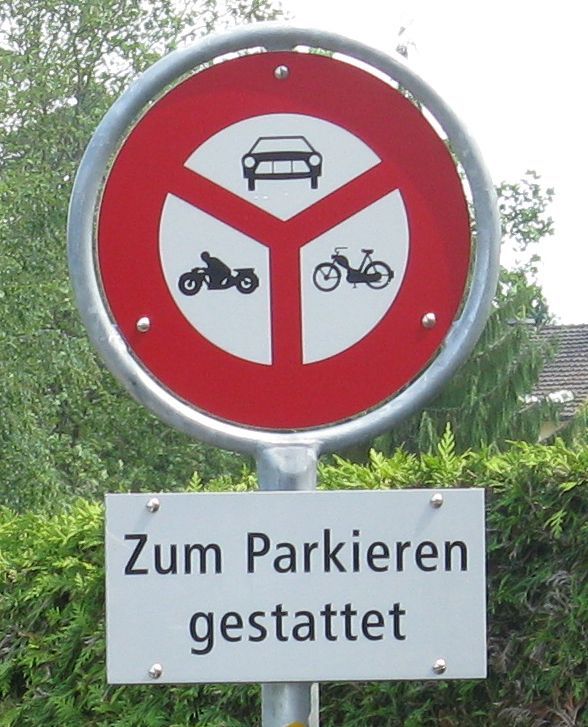
Exemple d’helvétisme alémanique : l’allemand d’Allemagne utiliserait parken.

Ne doit pas être confondu avec Suisse allemand.
L'allemand standard suisse (en allemand : Schweizer Hochdeutsch) désigne l'allemand standard utilisé en Suisse comme l'une des quatre langues nationales. 
Il est utilisé en Suisse alémanique, principalement comme langue écrite, et plus rarement comme langue parlée. Les Suisses romands le désignent souvent comme « le bon allemand » par opposition au suisse allemand. Contrairement à d'autres variétés linguistiques de l'allemand, l'allemand suisse possède des traits distinctifs dans tous les domaines linguistiques : phonologie, vocabulaire, syntaxe, morphologie et orthographe. Ces caractères particuliers sont désignés comme des helvétismes alémaniques.